# Lang (Elak-Oku)
Pour les articles homonymes, voir Lang.
Lang est une localité du Cameroun située dans la commune d'Elak-Oku et le département du Bui.

## Population
Lors du recensement de 2005, on a dénombré 3 900 personnes.